# Reguła niezatwierdzona św. Franciszka
Reguła niezatwierdzona św. Franciszka (łac. Regula non bullata) – reguła napisana przez św. Franciszka z Asyżu dla Zakonu Braci Mniejszych.

## Okoliczności powstania
Jedynym dowodem na istnienie i działalność braci mniejszych była tymczasowa, ustna zgoda Innocentego III z 1209 roku. Konieczność napisania kanonicznej reguły była spowodowana chęcią rezygnacji Franciszka z zarządzania wspólnotą i powiększaniem się zakonu. Dodatkowym czynnikiem był wymóg Honoriusza III, by nowi kandydaci do przyjęcia do wspólnoty byli odbywali roczny nowicjat (bulla Cum secundum z 22 września 1220 roku). Pierwsza część roboczego dokumentu powstała jeszcze przed IV soborem laterańskim w 1215 roku. Współautorem reguły niezatwierdzonej był Cezary ze Spiry, który w 1221 roku wyruszył na misję do Niemiec, więc w tym czasie dokument musiał być już ukończony. Prawdopodobnie nie była omawiana na kapitule i nigdy nie została przedstawiona papieżowi do zatwierdzenia.

## Treść
Reguła niezatwierdzona została napisana po łacinie i była podzielona na 24 rozdziały. Posiada wiele cytatów z Biblii, które zostały najprawdopodobniej dodane i skomponowane z tekstem przez Cezarego ze Spiry. Pierwsza część kładzie nacisk na ubóstwo i zaleca braciom pracę, lecz zakazuje obejmować urzędów kierowniczych i przyjmować pieniędzy jako wynagrodzenia (dopuszcza jedynie jałmużnę w szczególnych przypadkach). Druga część nakazuje miłość braterską, szacunek do kapłanów i przede wszystkim uwielbienie Najświętszego Sakramentu. W ostatniej części jest najwięcej cytatów z Pisma Świętego i zawiera ona podkreślenie tego, co zostało napisane w początkowych rozdziałach reguły.
Ostateczną ustawą Braci Mniejszych stała się Reguła, zwana „zatwierdzoną” (łac. bullata).